# Radzymin Wąskotorowy
Radzymin Wąskotorowy – stacja kolejowa na nieistniejącej już linii Mareckiej Kolei Dojazdowej znajdująca się w Radzyminie.
Obecnie w zrewitalizowanym budynku działają firmy świadczące usługi prawne.